# Arquidiócesis de Barranquilla
La arquidiócesis de Barranquilla (en latín: Archidioecesis Barranquillensis) es una circunscripción eclesiástica de la Iglesia católica en Colombia. Se trata de una arquidiócesis latina, sede metropolitana de la provincia eclesiástica de Barranquilla. Desde el 14 de noviembre de 2017 su arzobispo es Pablo Emiro Salas Anteliz.

## Territorio y organización

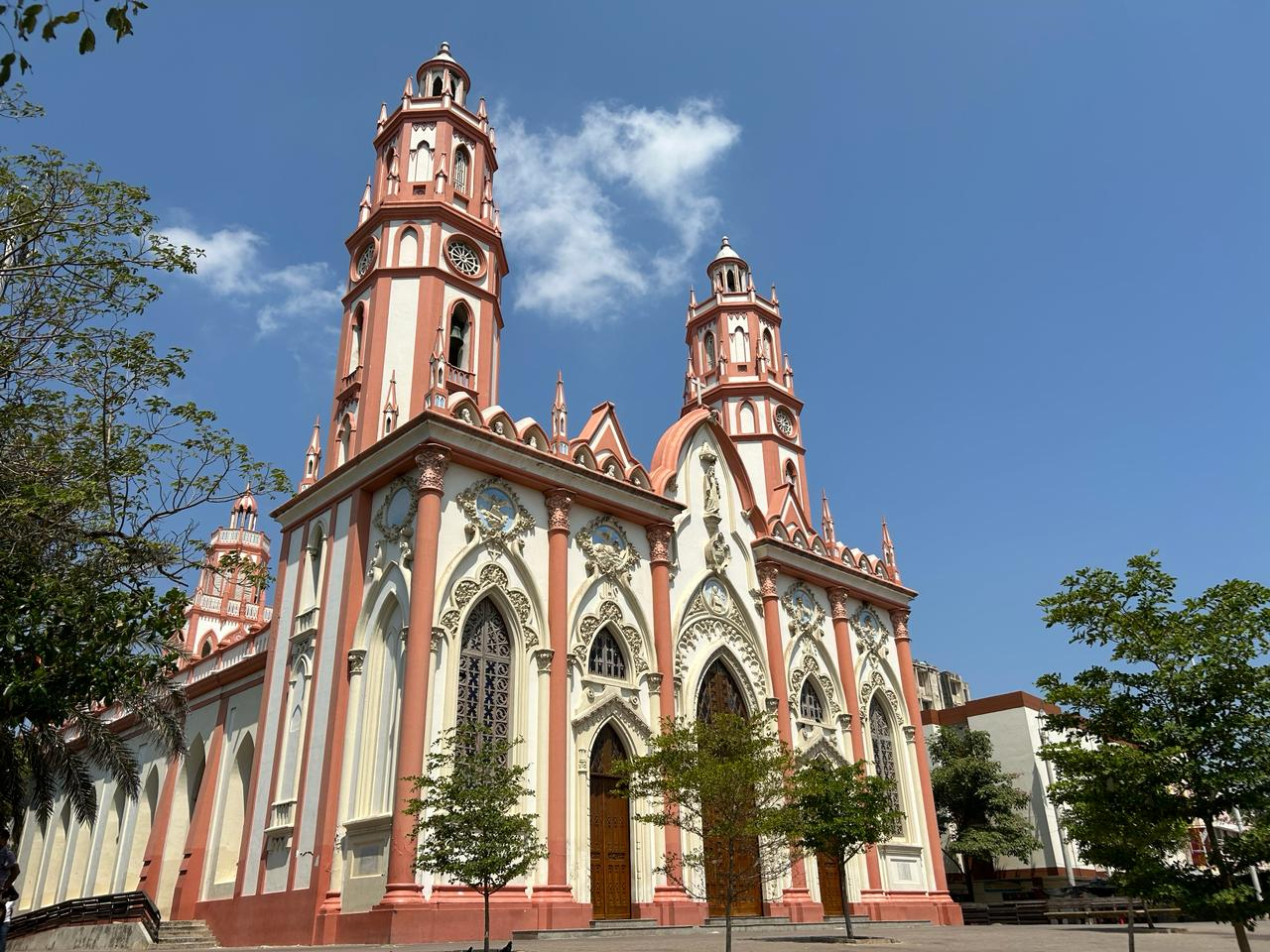
Templo pro-catedral de San Nicolás de Tolentino

La arquidiócesis tiene 3368 km² y extiende su jurisdicción sobre los fieles católicos de rito latino residentes en el departamento del Atlántico.

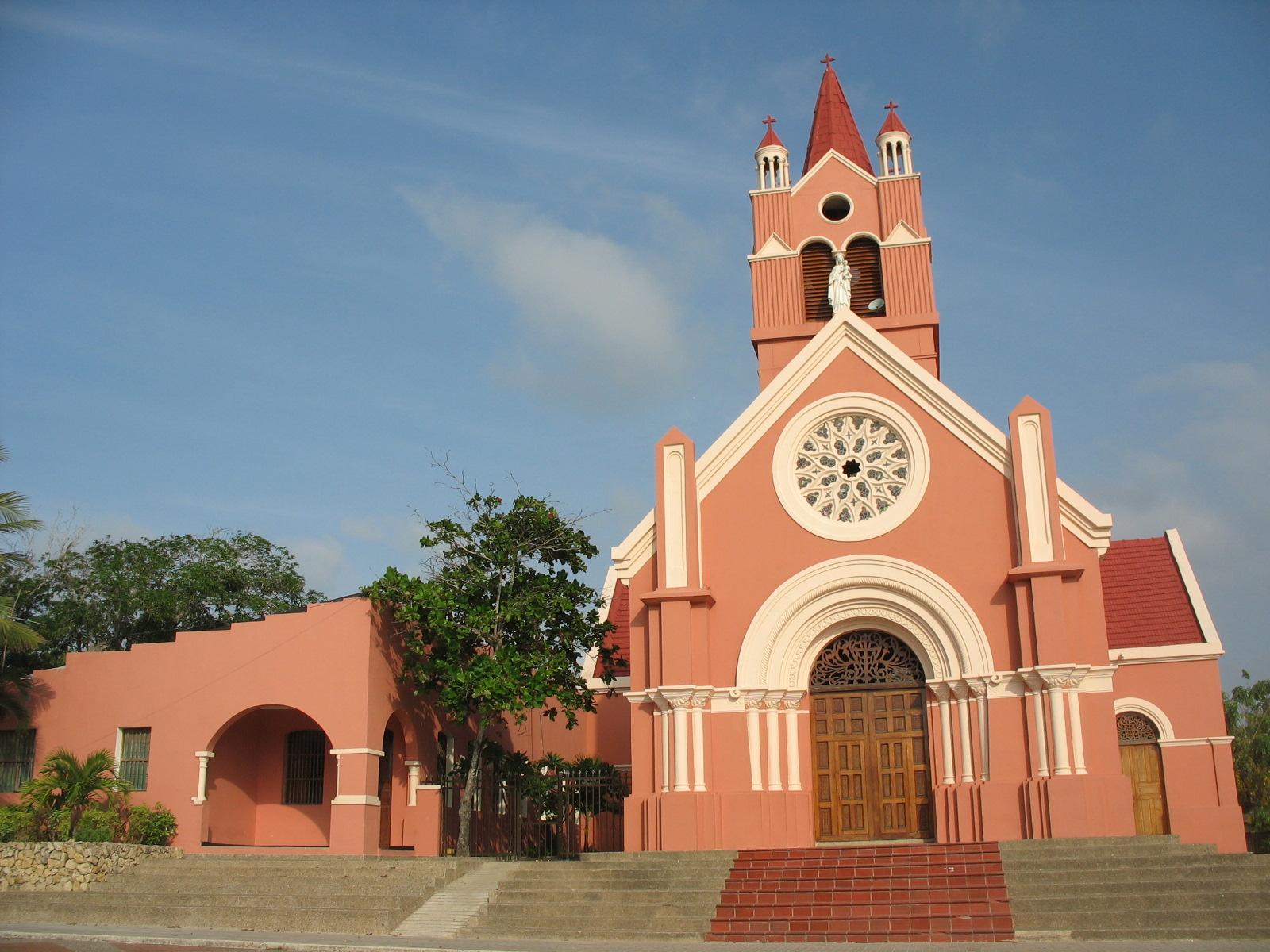
Santuario mariano de Nuestra Señora del Carmen, Puerto Colombia

La sede de la arquidiócesis se encuentra en la ciudad de Barranquilla, en donde se halla la Catedral de María Reina y la excatedral de San Nicolás de Tolentino.
La arquidiócesis tiene como sufragáneas a las diócesis de: El Banco, Riohacha, Santa Marta y Valledupar.
El colegio presbiteral está formado por presbíteros diocesanos y religiosos. La arquidiócesis cuenta con 13 comunidades religiosas masculinas, 33 comunidades femeninas y 21 movimientos eclesiales.
En 2022 en la arquidiócesis existían 159 parroquias agrupadas en 29 decanatos y estos en 9 vicarías:
- Vicaría de la Santísima Trinidad. Con sede en Santo Tomás, reúne 13 parroquias sobre la carretera Oriental.
- Vicaría Padre Misericordioso. Agrupa 23 parroquias ubicadas en el sur-occidente y parte del centro de Barranquilla.
- Vicaría Cristo Redentor. Tiene sede en Sabanalarga y agrupa 12 parroquias sobre la Vía de La Cordialidad.
- Vicaría del Espíritu Santo. Reúne 28 parroquias del centro y norte de Barranquilla.
- Vicaría María Reina. Con sede en la parroquia San Carlos Borromeo de Barranquilla, comprende 4 decanatos y 21 parroquias
- Vicaría de San José. Con sede en Soledad, la integran 31 parroquias del municipio de Soledad y el sur de Barranquilla.
- Vicaría San Nicolás de Tolentino.
- Vicaría San Luis Beltrán.

## Colegios y seminarios
El 3 de enero de 2007 se creó la Fundación Arquidiocesana de Educación (Funade), que agrupa cinco colegios a través de los cuales la arquidiócesis de Barranquilla ofrece educación a más de tres mil niños y jóvenes. La misión de Funade es brindar una formación integral a sus educandos desde una propuesta evangelizadora. Los tres colegios que integran Funade son:
- Centro Educativo San Pedro Apóstol.
- Colegio Parroquial San Pancracio.
- Seminario Conciliar San Luis Beltrán.

Además, la arquidiócesis cuenta con el Seminario Mayor Juan XXIII y el Seminario Redemptoris Mater de Barranquilla

## Historia
El territorio de la arquidiócesis de Barranquilla perteneció desde 1534, por decreto del papa Clemente VII, a la diócesis de Cartagena de Indias (hoy arquidiócesis de Cartagena de Indias).
Por gestión de los padres Carlos Valiente y Pedro Revollo la diócesis de Barranquilla fue erigida el 7 de julio de 1932 mediante la bula Maxime quidem del papa Pío XI, obteniendo el territorio de la arquidiócesis de Cartagena de Indias, de la que originalmente era sufragánea. Erigió la diócesis el nuncio apostólico Pablo Giobbe. La catedral primitiva (procatedral) de la diócesis fue la iglesia de San Nicolás de Tolentino. Al año siguiente el papa Pío XI nombró primer obispo de la diócesis al sacerdote huilense Luis Calixto Leyva Charry, quien se posesionó el 12 de mayo de 1933.
El 5 de diciembre de 1949, con la carta apostólica Quemadmodum plantariis, el papa Pío XII proclamó a san José patrono principal de la diócesis.
En 1950 se bendijo la primera piedra para la nueva catedral y en 1968, aún en construcción, fue declarada parroquia bajo la advocación de María Reina.
El 25 de abril de 1969 fue elevada al rango de arquidiócesis metropolitana mediante la bula Recta rerum del papa Pablo VI. Germán Villa Gaviria fue su primer arzobispo.
El 7 de julio de 1982 el templo de San Nicolás de Tolentino cumplió su quincuagésimo aniversario como iglesia procatedral de Barranquilla; pero, el 20 de julio del mismo año, la Santa Sede decretó el cambio de título catedralicio al templo de María Reina, consagrándolo como nueva catedral de Barranquilla el 21 de agosto de 1982.
En julio de 1986 la arquidiócesis recibió la visita pastoral del papa Juan Pablo II.
El 14 de noviembre de 2017 el papa Francisco nombró como arzobispo a Pablo Emiro Salas Anteliz, quien tomó posesión del cargo el 9 de diciembre de 2017.

## Estadísticas
Según el Anuario Pontificio 2023 la arquidiócesis tenía a fines de 2022 un total de 2 350 000 fieles bautizados.
| Año                                                                             | Población            | Población | Población      | Sacerdotes | Sacerdotes    | Sacerdotes    | Bautizados por sacerdote | Diáconos permanentes | Religiosos | Religiosos | Parroquias |
| Año                                                                             | Bautizados católicos | Total     | % de católicos | Total      | Clero secular | Clero regular | Bautizados por sacerdote | Diáconos permanentes | Varones    | Mujeres    | Parroquias |
| ------------------------------------------------------------------------------- | -------------------- | --------- | -------------- | ---------- | ------------- | ------------- | ------------------------ | -------------------- | ---------- | ---------- | ---------- |
| 1950                                                                            | 320 000              | 330 500   | 96.8           | 66         | 21            | 45            | 4848                     |                      | 94         | 268        | 22         |
| 1959                                                                            | 550 000              | 587 960   | 93.5           | 78         | 33            | 45            | 7051                     |                      | 98         | 295        | 30         |
| 1965                                                                            | 607 429              | 723 609   | 83.9           | 108        | 57            | 51            | 5624                     |                      | 126        | 479        | 45         |
| 1970                                                                            | 800 000              | 868 000   | 92.2           | 111        | 53            | 58            | 7207                     |                      | 113        | 550        | 53         |
| 1976                                                                            | 1 050 000            | 1 100 000 | 95.5           | 115        | 52            | 63            | 9130                     |                      | 120        | 560        | 59         |
| 1980                                                                            | 1 130 000            | 1 215 000 | 93.0           | 107        | 53            | 54            | 10 560                   |                      | 96         | 522        | 59         |
| 1990                                                                            | 1 453 000            | 1 713 000 | 84.8           | 123        | 70            | 53            | 11 813                   |                      | 83         | 552        | 66         |
| 1999                                                                            | 1 402 535            | 2 081 038 | 67.4           | 141        | 103           | 38            | 9947                     |                      | 50         | 474        | 70         |
| 2000                                                                            | 1 800 000            | 2 250 000 | 80.0           | 157        | 109           | 48            | 11 464                   |                      | 61         | 474        | 80         |
| 2001                                                                            | 1 930 000            | 2 380 000 | 81.1           | 173        | 125           | 48            | 11 156                   |                      | 59         | 456        | 110        |
| 2002                                                                            | 2 050 000            | 2 420 000 | 84.7           | 178        | 119           | 59            | 11 516                   |                      | 80         | 346        | 112        |
| 2003                                                                            | 2 000                | 2 460 000 | 81.3           | 180        | 121           | 59            | 11 111                   |                      | 83         | 323        | 113        |
| 2004                                                                            | 1 985 000            | 2 452 000 | 81.0           | 173        | 114           | 59            | 11 473                   |                      | 80         | 326        | 117        |
| 2006                                                                            | 2 051 000            | 2 533 000 | 81.0           | 165        | 117           | 48            | 12 430                   |                      | 68         | 444        | 120        |
| 2012                                                                            | 2 243 000            | 2 766 000 | 81.1           | 153        | 113           | 40            | 14 660                   |                      | 74         | 321        | 143        |
| 2015                                                                            | 2 173 455            | 3 104 935 | 70.0           | 180        | 140           | 40            | 12 074                   |                      | 74         | 309        | 148        |
| 2018                                                                            | 2 246 800            | 3 209 400 | 70.0           | 204        | 143           | 61            | 11 013                   |                      | 103        | 344        | 159        |
| 2020                                                                            | 1 575 645            | 2 545 924 | 61.9           | 202        | 145           | 57            | 7800                     |                      | 75         | 313        | 159        |
| 2022                                                                            | 2 350 000            | 2 949 000 | 79.7           | 221        | 158           | 63            | 10 633                   |                      | 79         | 224        | 159        |
| Fuente: Catholic-Hierarchy, que a su vez toma los datos del Anuario Pontificio. |                      |           |                |            |               |               |                          |                      |            |            |            |